# Jeff Kline

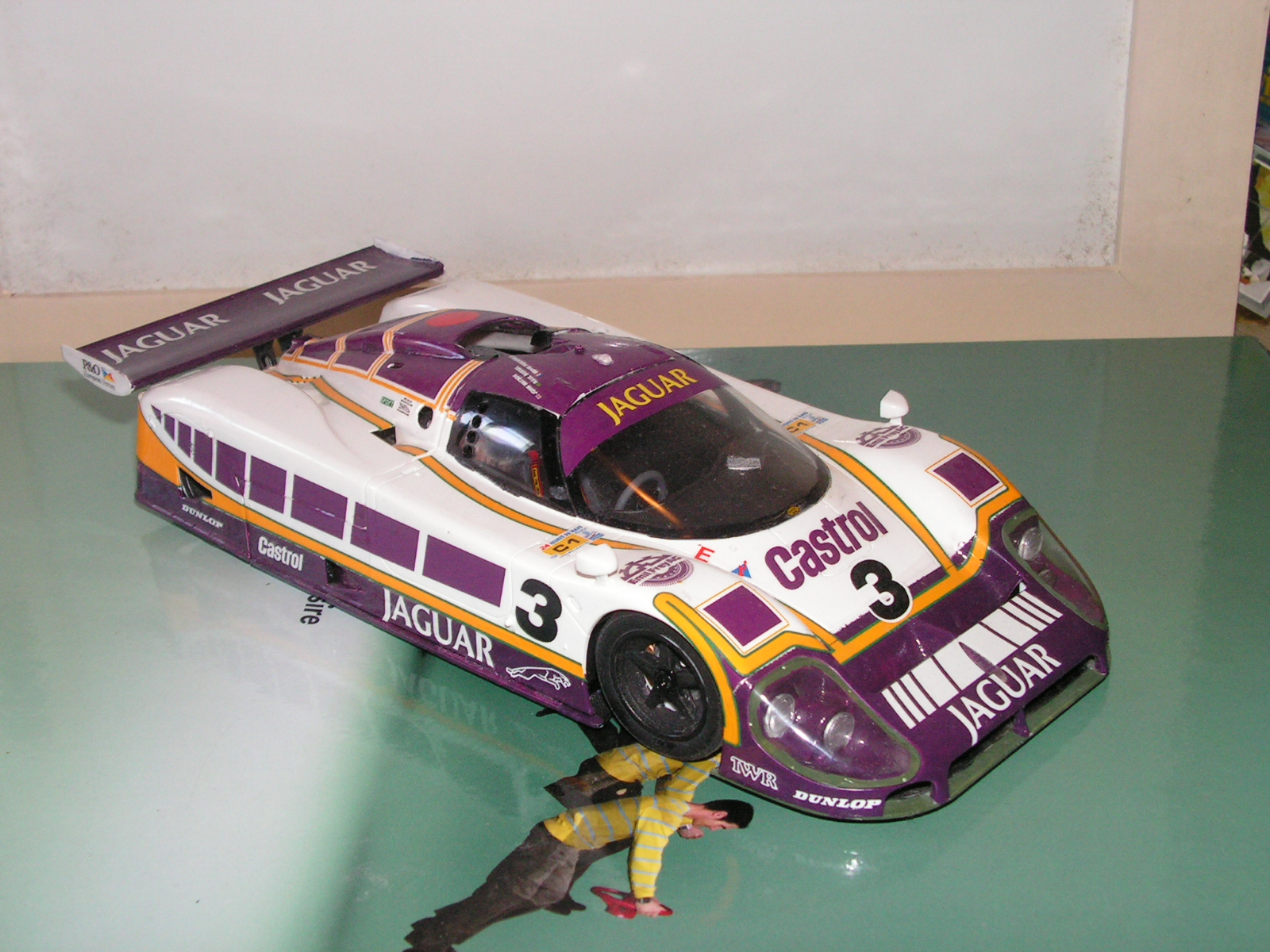
Ein Modell des Jaguar XJR-9 mit dem Jeff Kline beim 24-Stunden-Rennen von Le Mans 1989 am Start war

Jeffrey „Jeff“ Kline (* 25. Februar 1944 in McKeesport) ist ein ehemaliger US-amerikanischer Automobilrennfahrer.

## Karriere im Motorsport
Jeff Kline war in den 1980er-Jahren in Nordamerika ein bekannter Sportwagenpilot. Seine größten Erfolge erzielte er in der IMSA-GT und der IMSA-GTP-Serie. 1980 wurde er in der Gesamtwertung der GTU-Klasse in einem Mazda RX-7 Gesamtzweiter hinter seinem Markenkollegen Walt Bohren. Wieder in einem Mazda RX-7 konnte er diese Meisterschaft 1984 als Dritter der Gesamtwertung beenden.
19 Klassensiege konnte er in seiner Karriere feiern, darunter drei beim 12-Stunden-Rennen von Sebring. Sein einziger Gesamtsieg war der Erfolg beim GTU-Meisterschaftslauf in Road Atlanta 1980.

## Statistik

### Le-Mans-Ergebnisse
| Jahr | Team            | Fahrzeug       | Teamkollege | Teamkollege | Platzierung | Ausfallgrund |
| ---- | --------------- | -------------- | ----------- | ----------- | ----------- | ------------ |
| 1989 | Silk Cut Jaguar | Jaguar XJR-9LM | Davy Jones  | Derek Daly  | Ausfall     | Motorschaden |

### Sebring-Ergebnisse
| Jahr | Team                  | Fahrzeug                         | Teamkollege      | Teamkollege   | Platzierung            | Ausfallgrund    |
| ---- | --------------------- | -------------------------------- | ---------------- | ------------- | ---------------------- | --------------- |
| 1981 | Kegel Enterprises     | Porsche 911S                     | Bill Knoll       |               | Ausfall                | Defekt          |
| 1982 | Mandeville Auto Tech  | Mazda RX-7                       | Roger Mandeville | Amos Johnson  | Rang 6 und Klassensieg |                 |
| 1983 | Mike Meyer Racing     | Mazda RX-7                       | Jack Dunham      | Jon Compton   | Rang 6 und Klassensieg |                 |
| 1984 | Mike Meyer Racing     | Mazda RX-7                       | Jack Dunham      | Paul Lewis    | Ausfall                | Motorschaden    |
| 1985 | Malibu Grand Prix     | Mazda RX-7                       | Jack Baldwin     |               | Ausfall                | Motorschaden    |
| 1986 | STS-Mike Meyer Racing | Royale RP40                      | Jim Rothbarth    | Mike Meyer    | Rang 6 und Klassensieg |                 |
| 1987 | Spice Engineering     | Spice Pontiac Fiero GTP          | Don Bell         |               | Ausfall                | Motor überhitzt |
| 1988 | Ball Bros. Racing     | Spice SE88P Firebird GTP         | Steve Durst      | Mike Brockman | Rang 18                |                 |
| 1989 | Spice Engineering USA | Spice SE89P Pontiac Firebird GTP | Costas Los       |               | Rang 11                |                 |
| 1991 | Tom Milner Racing     | Spice SE89P                      | Brian Bonner     | Scott Sharp   | Rang 6                 |                 |